# Unione Sportiva Cremonese 1994-1995
Questa voce raccoglie le informazioni riguardanti l'Unione Sportiva Cremonese nelle competizioni ufficiali della stagione 1994-1995.

## Stagione
Nella stagione 1994-1995 la Cremonese disputa il suo sesto campionato di Serie A, piazzandosi in tredicesima posizione con 41 punti, a 33 punti dalla Juventus campione.
Per la prima volta nella storia del calcio italiano, la vittoria assegna tre punti a chi la ottiene.
Verrà ricordato questo campionato, come l'anno della consacrazione personale di Enrico Chiesa, che proprio nel suo unico anno a Cremona, in prestito dalla Sampdoria, realizza nel massimo campionato 14 reti. Per la seconda stagione di fila Luigi Simoni e la dirigenza cremonese compiono il capolavoro di mantenere i grigiorossi in Serie A. Altro protagonista stagionale Mauro Milanese, arrivato dalla Triestina nel frattempo fallita, un cavallone che giostra sulla mancina, dalla corsa prorompente.
Andrea Tentoni segna qualche rete in meno, sette centri in campionato e uno in Coppa Italia. In questa manifestazione la Cremonese entra in scena nel secondo turno eliminando il Lecce, mentre esce dal torneo nel secondo turno con una doppia sconfitta subita contro il Napoli.

## Divise e sponsor
Lo sponsor ufficiale per la stagione 1994-1995 fu Moncart, mentre il fornitore di materiale tecnico fu Uhlsport.
| Casa | Trasferta |

## Organigramma societario
Area direttiva
- Presidente: Domenico Luzzara
- Amministratore delegato: Eraldo Ferraroni
- General manager: Erminio Favalli
- Segretari: Lalla Bacchetta e Nedo Bettoli

Area sanitaria
- Medico sociale: Bruno Anselmi
- Massaggiatore: Luigi Rivetti

Area tecnica
- Direttore sportivo: Vittorio Berago
- Allenatore: Luigi Simoni
- Allenatore in seconda: Bernardino Busi
- Allenatore Primavera: Luciano Cesini
- Preparatore atletico: Luciano Meciani

## Rosa

Enrico Chiesa, 14 gol in 34 partite nel suo unico campionato a Cremona.

| N. |                   | Ruolo | Calciatore          |
| -- | ----------------- | ----- | ------------------- |
|    | Italia (bandiera) | P     | Stefano Razzetti    |
|    | Italia (bandiera) | P     | Luigi Turci         |
|    | Italia (bandiera) | D     | Giovanni Dall'Igna  |
|    | Italia (bandiera) | D     | Luigi Garzya        |
|    | Italia (bandiera) | D     | Luigi Gualco        |
|    | Italia (bandiera) | D     | Davide Lucarelli    |
|    | Italia (bandiera) | D     | Mauro Milanese      |
|    | Italia (bandiera) | D     | Alessandro Pedroni  |
|    | Italia (bandiera) | D     | Corrado Verdelli    |
|    | Italia (bandiera) | C     | Gianni Cristiani    |
|    | Italia (bandiera) | C     | Stefano De Agostini |

| N. |                     | Ruolo | Calciatore         |
| -- | ------------------- | ----- | ------------------ |
|    | Italia (bandiera)   | C     | Ettore Ferraroni   |
|    | Italia (bandiera)   | C     | Marco Giandebiaggi |
|    | Italia (bandiera)   | C     | Eligio Nicolini    |
|    | Italia (bandiera)   | C     | Alessio Pirri (II) |
|    | Italia (bandiera)   | C     | José Pirri (I)     |
|    | Italia (bandiera)   | C     | Claudio Sclosa     |
|    | Italia (bandiera)   | A     | Marco Bruzzano     |
|    | Italia (bandiera)   | A     | Enrico Chiesa      |
|    | Slovenia (bandiera) | A     | Matjaž Florijančič |
|    | Italia (bandiera)   | A     | Andrea Tentoni     |

## Risultati

### Serie A

#### Girone di andata
| Arbitro: | Bazzoli (Merano) |

|                    |           |  |
| Couto 20’ Zola 60’ | Marcatori |  |

| Arbitro: | Rodomonti (Teramo) |

|                      |           |  |
| Florijančič 42’, 89’ | Marcatori |  |

| Arbitro: | Cesari (Genova) |

|                                    |           |                |
| Carnasciali 14’ Batistuta 20’, 59’ | Marcatori | 17’ A. Tentoni |

| Arbitro: | Bettin (Padova) |

|            |           |  |
| Gualco 61’ | Marcatori |  |

| Arbitro: | Braschi (Prato) |

|              |           |                                        |
| A. Pirri 47’ | Marcatori | 20’ Biagioni 36’ Kolyvanov 62’ Sciacca |

| Arbitro: | Tombolini (Ancona) |

|              |           |  |
| Oliveira 39’ | Marcatori |  |

| Arbitro: | Nicchi (Arezzo) |

|             |           |                          |
| Pedroni 80’ | Marcatori | 39’ Vialli 43’ R. Baggio |

| Arbitro: | Dinelli (Lucca) |

|               |           |  |
| Casiraghi 73’ | Marcatori |  |

| Arbitro: | Pellegrino (Barcellona Pozzo di Gotto) |

|                                |           |  |
| A. Tentoni 43’ Florijančič 82’ | Marcatori |  |

| Arbitro: | Trentalange (Torino) |

|                                     |           |  |
| De Agostini 6’ (aut.) Tovalieri 61’ | Marcatori |  |

| Arbitro: | Treossi (Forlì) |

|  |           |                |
|  | Marcatori | 37’ A. Tentoni |

| Arbitro: | Braschi (Prato) |

|  |           |          |
|  | Marcatori | 77’ Sosa |

| Arbitro: | Pellegrino (Barcellona Pozzo di Gotto) |

|                                    |           |  |
| Simutenkov 37’ Padovano 74’ (rig.) | Marcatori |  |

| Arbitro: | Bolognino (Milano) |

|                                        |           |  |
| A. Pirri 18’ A. Tentoni 39’ Chiesa 45’ | Marcatori |  |

| Arbitro: | Collina (Viareggio) |

|                                    |           |                                  |
| Longhi 20’, 41’ (rig.), 90’ (rig.) | Marcatori | 45’ (rig.) A. Pirri 73’ Milanese |

| Cremona 15 gennaio 1995 16ª giornata | Cremonese        | 0 – 0 | Brescia | Stadio Giovanni Zini\| Arbitro: \| Cardona (Milano) \| |
| Arbitro:                             | Cardona (Milano) |       |         |                                                        |

| Arbitro: | Bettin (Padova) |

|           |           |            |
| Lanna 63’ | Marcatori | 39’ Chiesa |

#### Girone di ritorno
| Arbitro: | Amendolia (Messina) |

|            |           |                 |
| Chiesa 70’ | Marcatori | 48’ (rig.) Zola |

| Arbitro: | Cinciripini (Ascoli Piceno) |

|            |           |  |
| Rincón 57’ | Marcatori |  |

| Cremona 19 febbraio 1995 20ª giornata | Cremonese        | 0 – 0 | Fiorentina | Stadio Giovanni Zini\| Arbitro: \| Bazzoli (Merano) \| |
| Arbitro:                              | Bazzoli (Merano) |       |            |                                                        |

| Arbitro: | Rodomonti (Teramo) |

|                                  |           |                   |
| Boban 2’ Stroppa 35’ Massaro 86’ | Marcatori | 90’ (rig.) Chiesa |

| Arbitro: | Ceccarini (Livorno) |

|  |           |                   |
|  | Marcatori | 89’ (rig.) Chiesa |

| Arbitro: | Racalbuto (Gallarate) |

|                         |           |  |
| Milanese 50’ Chiesa 78’ | Marcatori |  |

| Arbitro: | Bolognino (Milano) |

|            |           |  |
| Vialli 72’ | Marcatori |  |

| Cremona 2 aprile 1995 25ª giornata | Cremonese       | 0 – 0 | Lazio | Stadio Giovanni Zini\| Arbitro: \| Bettin (Padova) \| |
| Arbitro:                           | Bettin (Padova) |       |       |                                                       |

| Arbitro: | Amendolia (Messina) |

|                            |           |                   |
| R. Mancini 13’ Jugović 87’ | Marcatori | 55’ (rig.) Chiesa |

| Cremona 15 aprile 1995 27ª giornata | Cremonese        | 0 – 0 | Bari | Stadio Giovanni Zini\| Arbitro: \| Cardona (Milano) \| |
| Arbitro:                            | Cardona (Milano) |       |      |                                                        |

| Arbitro: | Cinciripini (Ascoli Piceno) |

|                                            |           |                     |
| Chiesa 38’, 66’ (rig.) A. Tentoni 75’, 90’ | Marcatori | 49’ (rig.) Marcolin |

| Milano 30 aprile 1995 29ª giornata | Inter           | 0 – 0 | Cremonese | Stadio Giuseppe Meazza\| Arbitro: \| Boggi (Salerno) \| |
| Arbitro:                           | Boggi (Salerno) |       |           |                                                         |

| Arbitro: | D. Messina (Bergamo) |

|                            |           |           |
| Florijančič 24’ Chiesa 48’ | Marcatori | 85’ Futre |

| Arbitro: | Cardona (Milano) |

|                       |           |            |
| Rizzitelli 74’ (rig.) | Marcatori | 67’ Chiesa |

| Arbitro: | Nicchi (Arezzo) |

|                                         |           |  |
| Chiesa 15’ Milanese 21’ Florijančič 90’ | Marcatori |  |

| Arbitro: | Trentalange (Torino) |

|          |           |                                  |
| Neri 12’ | Marcatori | 29’ A. Tentoni 53’ (rig.) Chiesa |

| Arbitro: | Tombolini (Ancona) |

|                       |           |                                              |
| Chiesa 25’ Sclosa 56’ | Marcatori | 12’, 49’, 79’ (rig.) Balbo 68’, 90’ Cappioli |

### Coppa Italia

#### Secondo turno
| Arbitro: | Brignoccoli (Ancona) |

|                     |           |                |
| Nicolini 36’ (rig.) | Marcatori | 79’ Ceramicola |

| Arbitro: | Pellegrino (Barcellona Pozzo di Gotto) |

|                              |           |                              |
| Ceramicola 69’ Fattizzo 118’ | Marcatori | 77’ A. Tentoni 113’ A. Pirri |

#### Terzo turno
| Arbitro: | Treossi (Forlì) |

|                                         |           |  |
| B. Carbone 18’, 63’ (rig.) Agostini 44’ | Marcatori |  |

| Arbitro: | Cinciripini (Ascoli Piceno) |

|  |           |              |
|  | Marcatori | 88’ Agostini |

## Statistiche

### Statistiche di squadra
| Competizione | Punti | In casa | In casa | In casa | In casa | In casa | In casa | In trasferta | In trasferta | In trasferta | In trasferta | In trasferta | In trasferta | Totale | Totale | Totale | Totale | Totale | Totale | DR |
| Competizione | Punti | G       | V       | N       | P       | Gf      | Gs      | G            | V            | N            | P            | Gf           | Gs           | G      | V      | N      | P      | Gf     | Gs     | DR |
| ------------ | ----- | ------- | ------- | ------- | ------- | ------- | ------- | ------------ | ------------ | ------------ | ------------ | ------------ | ------------ | ------ | ------ | ------ | ------ | ------ | ------ | -- |
| Serie A      | 41    | 17      | 8       | 5       | 4       | 24      | 14      | 17           | 3            | 3            | 11           | 11           | 24           | 34     | 11     | 8      | 15     | 35     | 38     | -3 |
| Coppa Italia |       | 2       | 0       | 1       | 1       | 1       | 2       | 2            | 0            | 1            | 1            | 2            | 5            | 4      | 0      | 2      | 2      | 3      | 7      | -4 |
| Totale       |       | 19      | 8       | 6       | 5       | 25      | 16      | 19           | 3            | 4            | 12           | 13           | 29           | 38     | 11     | 10     | 17     | 38     | 45     | -7 |

### Statistiche dei giocatori[4]
| Giocatore       | Serie A  | Serie A | Serie A     | Serie A    | Coppa Italia | Coppa Italia | Coppa Italia | Coppa Italia | Totale   | Totale | Totale      | Totale     |
| Giocatore       | Presenze | Reti    | Ammonizioni | Espulsioni | Presenze     | Reti         | Ammonizioni  | Espulsioni   | Presenze | Reti   | Ammonizioni | Espulsioni |
| --------------- | -------- | ------- | ----------- | ---------- | ------------ | ------------ | ------------ | ------------ | -------- | ------ | ----------- | ---------- |
| M. Bruzzano     | 1        | 0       | ?           | ?          | -            | -            | -            | -            | 1        | 0      | 0+          | 0+         |
| E. Chiesa       | 34       | 14      | ?           | ?          | 4            | 0            | ?            | ?            | 38       | 14     | ?           | ?          |
| G. Cristiani    | 22       | 0       | ?           | ?          | 2            | 0            | ?            | ?            | 24       | 0      | ?           | ?          |
| G. Dall'Igna    | 25       | 0       | ?           | ?          | 4            | 0            | ?            | ?            | 29       | 0      | ?           | ?          |
| S. De Agostini  | 26       | 0       | ?           | ?          | 3            | 0            | ?            | ?            | 29       | 0      | ?           | ?          |
| E. Ferraroni    | 21       | 0       | ?           | ?          | 1            | 0            | ?            | ?            | 22       | 0      | ?           | ?          |
| M. Florijančič  | 31       | 5       | ?           | ?          | 3            | 0            | ?            | ?            | 34       | 5      | ?           | ?          |
| L. Garzya       | 24       | 0       | ?           | ?          | 3            | 0            | ?            | ?            | 27       | 0      | ?           | ?          |
| M. Giandebiaggi | 30       | 0       | ?           | ?          | 2            | 0            | ?            | ?            | 32       | 0      | ?           | ?          |
| L. Gualco       | 22       | 1       | ?           | ?          | 2            | 0            | ?            | ?            | 24       | 1      | ?           | ?          |
| D. Lucarelli    | 3        | 0       | ?           | ?          | 1            | 0            | ?            | ?            | 4        | 0      | ?           | ?          |
| M. Milanese     | 27       | 3       | ?           | ?          | 2            | 0            | ?            | ?            | 29       | 3      | ?           | ?          |
| E. Nicolini     | 22       | 0       | ?           | ?          | 4            | 1            | ?            | ?            | 26       | 1      | ?           | ?          |
| A. Pedroni      | 27       | 1       | ?           | ?          | 3            | 0            | ?            | ?            | 30       | 1      | ?           | ?          |
| A. Pirri (II)   | 16       | 3       | ?           | ?          | 3            | 1            | ?            | ?            | 19       | 4      | ?           | ?          |
| J. Pirri (I)    | 1        | 0       | ?           | ?          | 2            | 0            | ?            | ?            | 3        | 0      | ?           | ?          |
| S. Razzetti     | 1        | -2      | ?           | ?          | -            | -            | -            | -            | 1        | -2     | 0+          | 0+         |
| C. Sclosa       | 11       | 1       | ?           | ?          | 2            | 0            | ?            | ?            | 13       | 1      | ?           | ?          |
| A. Tentoni      | 33       | 7       | ?           | ?          | 4            | 1            | ?            | ?            | 37       | 8      | ?           | ?          |
| L. Turci        | 34       | -36     | ?           | ?          | 4            | -7           | ?            | ?            | 38       | -43    | ?           | ?          |
| C. Verdelli     | 29       | 0       | ?           | ?          | 3            | 0            | ?            | ?            | 32       | 0      | ?           | ?          |